# Шнитке, Теа Абрамовна
Теа Абрамовна Шнитке (урождённая Тойба Абрамовна Кац, нем. Thea (Täuba) Schnittke; 15 февраля 1889, Либава, Курляндская губерния — 1970 или 1971, Москва) — советский филолог-германист, редактор, переводчик художественной прозы на немецкий язык.

## Биография
Родилась в Либаве в семье Абрама Мееровича Каца (уроженца Поневежа) и Мины-Рейзи Ореловны Кадышевич. В 1910 году переехала с мужем из Либавы и поселилась во Франкфурте-на-Майне. Публиковалась в немецких периодических изданиях левой направленности. В 1927 году поселилась с семьёй в СССР. На протяжении десятилетий работала редактором немецкого отдела в Государственном издательстве иностранной литературы.
В начале Великой Отечественной войны вместе с мужем эвакуировалась в Энгельс, в 1943 году вернулась в Подмосковье с двумя внуками — Альфредом и Виктором.
Занималась немецкой филологией и переводами советской художественной литературы на немецкий язык, в том числе была автором учебника «Грамматика немецкого языка» (с Эрной Эрлих, М.: Издательство литературы на иностранных языках, 1963; второе издание — Киев, 1995), «Русско-немецких разговорников» (в десяти выпусках, 1931), редактором и автором примечаний к немецкому изданию романов Томаса Манна «Будденброки» (2-е издание — М.: Издательство литературы на иностранных языках, 1959), Яна Петерсена «Наша улица», там же, 1952), Якоба Вассермана «Золото Кахамарки» (1935, с немецко-русским словником), сборнику сказок «Шильдбюргеры» (обработка и комментарии Т. А. Шнитке, 1937).
Перевела на немецкий язык романы Александра Фадеева «Последний из Удэге» (1932, 1934 и 1972), Александра Чаковского «Weither leuchtet ein Stern» (совместно с сыном, Гарри Шнитке, 1964).
Похоронена на Донском кладбище в Москве.

## Семья
- Муж — Виктор Миронович (Залкинд Меерович) Шнитке (1887—1956)[20], инженер, его семья происходила из Газенпота.
  - Сын — Гарри Викторович Шнитке, переводчик и журналист.
    - Внуки — Альфред Гарриевич Шнитке, композитор; Виктор Гарриевич Шнитке, поэт, прозаик и переводчик; Ирина Гарриевна Шнитке, журналист[21].

  - Сын — Анатолий Викторович Шнитке (17 августа 1917 — 24 марта 1986), художник и архитектор, работал в редакции газеты «Neues Leben» (с 1974 года — в Израиле).
    - Внучка — Ольга Анатольевна Меерсон (род. 1959), израильский и американский филолог-славист[22].

  - Сын — Эдуард Викторович Шнитке.
    - Внук — Владимир Эдуардович Шнитке, правозащитник и общественный деятель, кандидат технических наук; председатель петербургского общества «Мемориал» (1989), основатель Петербургского научно-исследовательского центра «Холокост».[23].

## Публикации
- Т. А. Шнитке. Русско-немецкий разговорник. В 10-и выпусках. Первый выпуск. Путешествие. Составила Т. А. Шнитке. Л.: Центриздат, 1931. — 110 с.
- Т. А. Шнитке. Русско-немецкий разговорник. В 10-и выпусках. Второй выпуск. Большой город (Берлин). Составила Т. А. Шнитке. Л.: Центриздат, 1931. — 159 с.
- Т. А. Шнитке. Русско-немецкий разговорник в 10 выпусках. Третий выпуск. Человек. Л.: Центриздат, 1931. — 156 с.
- Т. А. Шнитке, Э. Б. Эрлих. Грамматика немецкого языка. М.: Издательство литературы на иностранных языках, 1963. — 224 с. — 105 000 экз.; Киев: Випол, 1995. — 224 с.